# Дикірх
Дикірх (люксемб. Dikrech, фр. Diekirch, нім. Diekirch) — місто в Люксембурзі, що утворює собою окрему комуну. Входить до складу кантону Дикірх в окрузі Дикірх.

## Географія
Площа території комуни становить 12,42 км² (96-е місце за цим показником серед 116 комун Люксембургу).
Найвища точка комуни над рівнем моря — 396 метрів (62-е місце за цим показником серед комун країни), найнижча — 187 метрів (23-є місце).

## Демографія
Станом на 2011 рік на території комуни мешкало 6 413 ос.
Динаміка чисельності населення: